# Yann le Vaillant
Yann le Vaillant est une série de bande dessinée d'aventure dont les huit histoires ont été publiées dans l'hebdomadaire jeunesse catholique français Cœurs vaillants entre 1948 et 1956. Elle est signée Jacques Conoan, pseudonyme associant le prénom de son scénariste Jacques Romont et les deux premières lettres de ceux du dessinateur Noël Gloesner et des deux autres scénaristes prénommés André et Colette, qui travaillaient comme Romont à la rédaction de l'hebdomadaire. Les récits ont été repris en album par la maison d'édition belge Edipat à partir de 1952 et par les Éditions du Triomphe à partir de 1999.
Yann Calonnec dit « Le Vaillant » (traduction du breton « calonnec ») est un aventureux courageux doué d'une grande rigueur morale qui vit diverses aventureux à travers le monde en compagnie de ses adjuvants le Tibétain Phang et le jeune Coco.

## Publications

### Périodiques
Yann le Vaillant, dans Cœurs vaillants :
- Au pays du Bouddha vivant, no 44/48 à 51/49, 1948-9.
- Le Secret de la dalle brisée, no 01/50 à 51/50, 1950.
- L'Île de feu, no 01/51 à 52/51, 1951.
- L'Ombre de l'idole, no 01/52 à 42/52, 1952.
- Le Trésor de la vallée perdue, no 43/53 à 26/53, 1952-3.
- La Mission de Ralph, no 27/53 à 12/54, 1953-4.
- Le Chrysanthème de jade, no 22/54 à 07/55, 1954-5.
- Expédition ternium, no 09/55 à 02/56, 1955-6.